# 中华福音团契
中华福音团契，又名唐河团契是中国的一个基督教团体，由冯建国创立于1980年代。中华福音团契是第二大以河南省为基地的家庭教会网络。他们自认为与方城团契相比，是一个具有多种基督教传统背景的松散团契。

## 历史背景与影响
河南的唐河团契和方城团契的崇拜和祈祷模式都是受五旬节派的影响，开始于1988年，影响他们的是香港一个独立的五旬节派教会九龙基督教复兴教会的美国牧师包德宁（Dennis Balcombe）。 
包德宁来自加州的贝克斯菲尔德，1967年从越南到达香港。两年后，他很快学会了粤语和官话，着手建立一个主要是香港华人的教会，关注中国内地基督徒的需要。在1980年代初，包德宁本人定期前往广州，任教于许多商业英语学校。他结识了从郑州乘火车到广州获取进口圣经的方城家庭教会领袖。他们相互之间建立了信任，为中国整个家庭教会运动的发展发挥了重要作用。以香港为基地的中国基督徒经常去中国，开始于1980年代后期，包德宁的五旬节派教训似乎已经影响了大多数中国主要的家庭教会运动——特别是唐河和方城，以及安徽省两个较小的运动。他们的实行灵恩，包括说方言、神医、预言等，类似于使徒保罗时代的基督徒。